# Marta Capurso
Marta Capurso (ur. 18 sierpnia 1980 w Turynie) – włoska łyżwiarka szybka, specjalizująca się w short tracku. Brązowa medalistka olimpijska z Turynu.
Zawody w 2006 były jej drugimi igrzyskami olimpijskimi, debiutowała w 2002 w Salt Lake City. W 2006 po medal sięgnęła w biegu sztafetowym. Włoską drużynę tworzyły także Arianna Fontana, Katia Zini i Mara Zini. W tej samej konkurencji byłą srebrną medalistką mistrzostw świata w 1999 oraz brązową w 2004 i 2006. Indywidualnie w 2004 była druga na dystansie 500 metrów. Na mistrzostwach Europy zdobyła cztery złote medale (1999, 2002, 2003, 2006) i dwa srebrne (2004 i 2007) w sztafecie. Indywidualnie była trzecia w wieloboju w 2004 i 2005).